# Marie-France Pisier
Marie France Pisier  (Da Lat, Vietnam, 10 de mayo de 1944 - Saint-Cyr-sur-Mer,  24 de abril de 2011) fue una actriz, directora de cine y guionista francesa. Es especialmente conocida por participar en películas consideradas "cine de autor" de la llamada "nouvelle vague". Empezó su carrera a los 17 años con François Truffaut en 1962. También trabajó con Luis Buñuel, Jacques Rivette y André Téchiné, con cuyas películas se consagró como actriz .

## Biografía
Nacida en Da Lat, Vietnam, en la época de la Indochina francesa es hija de Georges Pisier (1910-1986) un alto funcionario francés, (1910-1986) administrador en jefe de Asuntos de Ultramar, que fue nombrado gobernador en Indochina (1943-1950) y luego en Nueva Caledonia (1950-1966) y de su esposa Paula Caucanas (1922-1988). Pasó una parte de su infancia en el protectorado francés de Annam donde su padre era gobernador. Ella y su hermana mayor Évelyne Pisier sufrieron la rigidez de la educación impartida por un padre seguidor del político de extrema derecha Charles Maurras y partidario del régimen de Vichy. Después de Indochina llegó el traslado a Nueva Caledonia de Georges Pisier. En Noumea nació en 1950 el tercero de los hermanos, Gilles Pisier.
Finalmente Paula Caucanas se divorció de Georges Pisier y se trasladó con sus hijas Évelyne y Marie-France a Niza. 

### Trayectoria profesional
Empezó su carrera de actriz a los 17 años descubierta por Truffaut para el cortometraje Antoine et Colette (1962). Más tarde trabajó con Robert Hossein (La Mort d'un tueur, 1963), Luis Buñuel (El fantasma de la libertad, 1974), Jacques Rivette (Julie et Céline vont en bateau, 1974) o Alain Robbe-Grillet (Trans Europ Express, 1967).
Su consagración como actriz llegó con sus papeles en Souvenirs d'en France (1975), Barocco (1976) y Les Soeurs Brontë (1979), todas ellas dirigidas por André Téchiné.

### Muerte
Murió en Saint-Cyr-sur-Mer, en la Costa Azul, ahogada el 24 de abril de 2011. Alrededor de las 3:30 a. m., Marie-France Pisier fue encontrada por su esposo Thierry Funck-Brentano, ahogada en el fondo de la piscina de su villa en Saint-Cyr-sur-Mer. Su cabeza y hombros estaban encajados en la abrazadera de metal de una «pesada silla de hierro forjada» y usaba botas de goma. Su muerte quedó registrada en Toulon.
El informe de la autopsia no permite determinar las circunstancias de la muerte. Análisis toxicológicos forenses («los análisis detectaron un alto nivel de alcohol, que revelaron la presencia de antidepresivos y analgésicos a dosis terapéuticas») luego la autopsia final condujo a evocar la hipótesis del suicidio de la actriz, quien padecía una recaída por un cáncer de mama, diagnosticado por primera vez en 2003, haciendo inevitable una segunda operación con ablación mamaria, al igual que para su madre. Casi diez años después de su muerte, un conflicto con su hermana Évelyne por los cargos de incesto cometidos por Olivier Duhamel fue mencionado en la prensa como una de las posibles causas de suicidio. La autopsia que reveló poca agua en sus pulmones sugiere que Marie-France Pisier no murió ahogada, lo que sugiere la posibilidad de muerte por infarto o por hidrocución.
La actriz fue enterrada el 30 de abril de 2011 en la intimidad familiar en el cementerio de Guicharde en Sanary-sur-Mer, en la tumba de la familia Duhamel-Brentano, allée des Pivoines.
En enero de 2021 surgió de nuevo el debate sobre su posible suicidio después de que su sobrina Camille Kouchner publicara el libro La Familia grande, denunciando que su padrastro Olivier Duhamel abusó de su hermano mellizo cuando tenían 14 años. Según Camille, habían revelado a su madre Évelyne lo que ocurrió pero ésta no quiso reaccionar y acusó a Camille de querer provocar un escándalo y desestabilizar a la familia. Al parecer Marie-France y Évelyne discrepaban sobre cómo gestionar el tema del incesto, algo que se comprobó con el intercambio de correos electrónicos entre ellas, investigado por la policía tras la muerte de Marie-France.

## Vida personal
En los años 1960 mantuvo una relación con Daniel Cohn-Bendit con el que participó en las revueltas estudiantiles del mayo del 68. De 1973 a 1979 estuvo casada con Georges Kiejman, conocido abogado francés. En junio de 2009 se casó con el directivo del Grupo Lagardère Thierry Funck-Brentano, su compañero sentimental desde 1984 y con quien tuvo dos hijos, Mathieu nacido en 1984, e Iris nacida en 1986. Thierry Funck-Brentano es también primo hermano de Olivier Duhamel, cuñado de Marie-France.

## Premios
- 1976 Premio César a la mejor actriz secundaria por su participación en Cousin, cousine
- 1977 Premio César a la mejor actriz secundaria por su participación en la película Barocco.
- 2006 Festival international de cine de San Juan de Luz : Mejor actriz por Pardonnez-moi

## Filmografía

### Filmografía destacada
- 1962 Antoine et Colette, de François Truffaut, como Colette.
- 1965 El vampiro de Düsseldorf, de Robert Hossein, como Anna.
- 1968 Besos robados, de François Truffaut, como Colette Tazzi.
- 1974 El fantasma de la libertad de Luis Buñuel, como Madame Calmette.
- 1979 El amor en fuga, de François Truffaut, como Colette Tazzi.
- 1998 El tiempo recobrado, de Raoul Ruiz, como Madame Verdurein.
- 1999 ¿Entiendes?, de Stéphane Giusti, como Irene.

### Largometrajes como actriz
| - 1961 : Qui ose nous accuser ? de Serge Komor - 1962 : Antoine et Colette (sketch Paris du film L'Amour à vingt ans) de François Truffaut : Colette - 1962 : Le Diable et les Dix Commandements de Julien Duvivier (no acreditada) - 1963 : Les Saintes Nitouches de Pierre Montazel : Angelica - 1963 : La Mort d'un tueur de Robert Hossein : Maria / Claudia - 1964 : Les Amoureux du France de Pierre Grimblat et François Reichenbach : Sylvia - 1964 : Les Yeux cernés de Robert Hossein : Clara - 1964 : Le Vampire de Düsseldorf de Robert Hossein : Anna - 1967 : Trans-Europ-Express d'Alain Robbe-Grillet : Éva - 1967 : Non sta bene rubare il tesoro de Mario di Nardo : Flo - 1968 : L'Écume des jours de Charles Belmont : Alise - 1968 : Baisers volés de François Truffaut : Colette - 1969 : Paulina s'en va de André Téchiné : Isabelle - 1970 : Nous n'irons plus au bois de Georges Dumoulin : Lise - 1972 : Le Journal d'un suicidé de Stanislav Stanojevic : la joven anarquista - 1973 : Féminin-féminin de Henri Calef y Joao Correa : Françoise - 1974 : Le fantôme de la liberté de Luis Buñuel : Madame Calmette - 1974 : Céline et Julie vont en bateau de Jacques Rivette : Sophie - 1975 : Cousin, Cousine de Jean-Charles Tacchella : Karine - 1975 : Souvenirs d'en France de André Téchiné : Régina - 1976 : Barocco de André Téchiné : Nelly - 1976 : Sérail de Eduardo de Gregorio : Agathe - 1976 : Le Corps de mon ennemi de Henri Verneuil : Gilberte Beaumont-Liégard - 1977 : Les Apprentis Sorciers d'Edgardo Cozarinsky : Madame Umlaut - 1977 : El otro lado de la medianoche (The Other Side of Midnight) de Charles Jarrott: Noelle Page - 1979: L'Amour en fuite de François Truffaut : Colette (también acreditada en el guion) - 1979: Les Sœurs Brontë de André Téchiné : Charlotte Brontë - 1979: French Postcards de Willard Huyck : Madame Catherine Tessier - 1980: La Banquière de Francis Girod: Colette Lecoudray - 1981: Chanel solitaire (Coco Chanel) de George Kaczender: Coco Chanel | - 1981 : Adorables Faussaires (Hot touch) de Roger Vadim: Doctora Simpson - 1982 : Miss Right (La donna giusta) de Paul Williams : BeBe - 1982 : Le Prix du danger de Yves Boisset : Laurence Ballard - 1982 : La Montagne magique (Der Zauberberg) de Hans W. Geißendörfer : Clawdia Chauchat - 1982 : L'As des as de Gérard Oury : Gabrielle Belcourt - 1982 : 44 ou les récits de la nuit de Moumen Smihi - 1983 : Boulevard des assassins de Boramy Tioulong : Hélène Mariani - 1983 : L'Ami de Vincent de Pierre Granier-Deferre : Milena - 1985 : Parking de Jacques Demy : Perséphone - 1985: Les Nanas de Annick Lanoë : Christine - 1988: L'Œuvre au noir de André Delvaux : Martha - 1991: La Note bleue de Andrzej Żuławski : George Sand - 1993: François Truffaut : Portraits volés de Serge Toubiana y Michel Pascal : le témoignage - 1993 : Pourquoi maman est dans mon lit ? de Patrick Malakian : Véronique - 1994 : Tous les jours dimanche de Jean-Charles Tacchella : Marion - 1995 : Les Cent et Une Nuits de Simon Cinéma de Agnès Varda : (personaje eliminado en el montaje final) - 1996 : Le Fils de Gascogne, de Pascal Aubier: ella misma - 1996 : Marion de Manuel Poirier : Audrey - 1998 : La Patinoire de Jean-Philippe Toussaint: la productora - 1999 : Le Temps retrouvé de Raoul Ruiz: Madame Verdurin - 1999 : Pourquoi pas moi ? de Stéphane Giusti : Irène - 2000 : Combat d'amour en songe de Raoul Ruiz: la desconocida - 2001 : Inch'Allah dimanche de Yamina Benguigui : Mademoiselle Manant - 2002 : Comme un avion de Marie-France Pisier : Claire Forestier (+ guionista) - 2004 : Ordo de Laurence Ferreira Barbosa : la madre de Louise - 2006 : Paid de Laurence Lamers : Gislaine - 2006 : Un ami parfait de Francis Girod : la viuda de Barth - 2006 : Dans Paris de Christophe Honoré : la madre - 2006 : Pardonnez-moi de et avec Maïwenn : Lola, la madre - 2009 : La Traversée du désir de Arielle Dombasle : ella misma (testimonio) - 2010 : Il reste du jambon? de Anne Depétrini : Nicole Lacroix |